# Juan Castro Álvarez

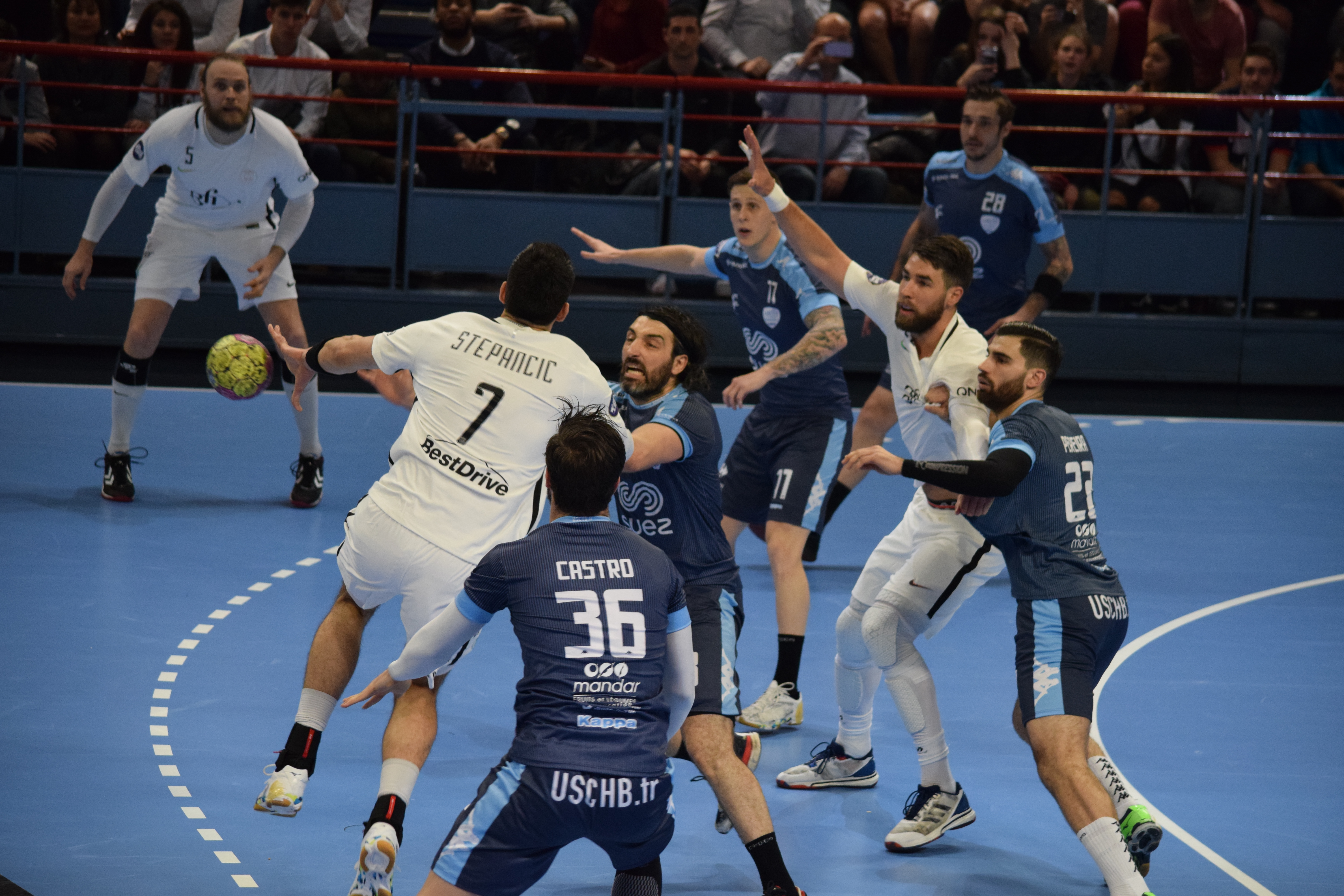
Henrik Møllgaard y Víctor Alonso García

Juan Castro Álvarez, más conocido como Juan Castro (León, 30 de octubre de 1990) es un jugador de balonmano español que juega de central en el Kadetten Schaffhausen de la Nationalliga A.

## Carrera
Castro dio sus primeros pasos en el balonmano profesional en el Club Balonmano Torrevieja cedido por el Ademar León, con el que debutó en la Liga Asobal. En su única temporada como profesional en el club alicantino jugó 29 partidos y marcó solo 21 goles, destacándose así en su faceta defensiva. En 2012 regresó al Ademar León, donde jugó dos temporadas. En la primera apenas tuvo minutos, mientras que en la siguiente fue una pieza clave en el club leonés. Tras una buena última temporada en el Ademar León decide fichar por el Helvetia Anaitasuna, en el que jugó dos temporadas siendo uno de los jugadores claves del club navarro.
Sus buenas temporadas y proyección llamaron la atención del US Créteil HB, que le fichó en 2016.
Tras el descenso del US Créteil HB ficha por el Naturhouse La Rioja de la Liga Asobal.

## Clubes
- Ademar León ( -2011)
- Club Balonmano Torrevieja (2011-2012)
- Ademar León (2012-2014)
- Helvetia Anaitasuna (2014-2016)
- US Créteil HB (2016-2017)
- Club Balonmano Ciudad de Logroño (2017-2018)
- Ángel Ximénez Puente Genil (2018-2022)
- Ademar León (2022-2024)
- Kadetten Schaffhausen (2024- )[7]